# タイニーバレット
『タイニーバレット』 (Tiny Bullets) は、2000年4月13日にソニー・コンピュータエンタテインメントが発売したプレイステーション用3Dアクションアドベンチャーゲーム。開発は空想科学株式会社、プロデュースはコントレイルが担当した。
2007年7月26日からはゲームアーカイブス対応ソフトとしてPSPとPS3向けに配信が開始された。

## 概要
主人公の少年ホリンを操り、3DCGで構成されたダンジョンを冒険するアクションゲーム。ホリンは武器としてパチンコを持っており、パチンコの射撃や爆弾、ダンジョン内のブロックを投げたりなどで敵を倒しながら進んでいく。ダンジョン内には謎解きも多くあり、ブロックで足場を作ったり、特定のアイテムを用意しなければ先に進めない箇所も存在する。複数のエリアをまたがった謎解きもあり、シビアなアクションを要求される場面も少なくない。一撃死の罠も多く存在する。

## ゲームシステム
操作形態は『バイオハザードシリーズ』などでも採用されているようないわゆるラジコン形式であり、カメラの視点の位置に関わらず、ゲーム中のキャラクターが実際に向いている方向が操作の基準となる。上キーではキャラクターが向いている正面に向かって前進し、下キーでは真後ろに進む。また、左右キーはその場を動かずにその方向へ回転となっている。アナログスティックでの操作には対応していない。
難易度はニューゲーム開始時に「かんたん」と「ふつう」から選択できる。ゲーム中の途中変更はできない。
かんたん
敵を倒しやすくなるほか、ゲームの各場面の謎解きに関するヒントメッセージが書かれた「予言書」を持っており、メニュー画面の「ファイル」から読むことができる。
ふつう
敵は「かんたん」よりも強くなり、予言書は入手できない。プレイ結果によってはエンディング後に2周目へ突入できる。
マップはオートマッピングとなっており、立ち入った部屋は自動的にマークされる。また、特定の敵が持っている「地図」を手に入れると、そのダンジョンでまだ進入していない部分も薄い色で表示されるようになる。
敵にやられたり谷底に落ちたりなどでHPが0になると、「ゲームをやり直す」か「終了する」かの選択肢が表示される。再開する場合は、やられた時点の状態（入手したアイテムやフラグなど）はそのまま、やられた所から少し前の地点に戻され、HP半分の状態で復活する。ボス戦などでやられた場合でも、その戦闘で使用して減少した弾丸数などは減ったままで再開される。

## アイテム
アイテムは、ダンジョン内部の特定の「アイテムポイント」に設置してあるもの（無限に補充可能）と、特定の敵が落としたり特定の場所に置かれているもの（入手は一度きり）の2種類がある。また、ストックはできないが持ち上げたり投げたりすることが可能なブロックなども存在する。

### アイテムポイント
補充可能なアイテムポイントにはそれぞれ黄色いバリアが仕掛けられており、手に入れるためにはこれを解除しなければならない。バリアを解除するには特定の敵が落とす黄色の「アイテムの水晶」が必要となる。
バリアを一度解除すればそのポイントからは無限にアイテムを補充できるようになるが、各アイテムごとに最大所持可能数が固定されており、例えば「解毒薬」は一度に最大3個までしかストックしておくことができない。また、同じ種類のアイテムでも別のポイントでは再びバリア解除が必要となるため、先のダンジョンで水晶が必要になる分を見越して、わざと解除をしないでおくという戦略もある。

### 武器
パチンコの弾丸として無限に使用できる「小石」を最初から持っているが、この他にもアイテムポイントから弾数制限のある他の弾丸も入手できる。小石の効かない敵にも効果のあるものや、小さく爆発して周囲を巻き込むものなど、場面に応じて装備を切り替えることができる。弾丸の最大所持可能数はその弾丸の種類によって決められており、「ベアリング」と「水晶弾」が最大各60発、強力な「マメ爆弾」は最大数が20発と少なくなっている。
また弾丸ではないが、アイテムポイントで拾える「爆弾」や、ストック不可能だが持ち運び可能なブロックなども、手に持った後に敵に向かって投げつけることで攻撃手段として使える。

### 重要アイテム
鍵や石板など、特定の場面において必要となるアイテムも多く登場するが、これらはその場所の目の前に立ってメニュー画面から使うことでその効果を発揮できる。
また、道中ではメモなども拾えることがあるが、これらはメニュー画面の「ファイル」の項目にて、ボスの倒し方や謎解きのヒントを記した文章として確認することができる。

### アイドル
特殊なアイテムとして「アイドル」と呼ばれる宝石の竜の像が5色存在し、こちらはそれぞれ5重に緑色のバリアが掛かっている。手に入れるためにはマップ内のどこかにある緑色の「アイドルの水晶」が5つ必要となる。これらは全て見つけ辛いポイントに設置してあり、5色のアイドルをコンプリートするには隠された25個のアイドルの水晶を全て見つけ出さなければならない。アイドルを全て集めてクリアすると特典がある（後述）。

### 命の泉
各ダンジョン内には体力回復ポイントとして「命の泉」が存在するが、最初は必ず涸れており、特定の敵が落とす水色の「泉の水晶」を使って泉を復活させなければ使えない。復活させた後は、泉に触れることで何度でもHPを最大まで回復できる。また、ダンジョン内のどこかで拾える「空のボトル」を持っていれば、泉の水をボトルに汲んで「命の水」として持ち運び、いつでも飲んで回復することができるようになる（HP100％分を全て飲み切ると空に戻る）。ただし、水を飲む前にHPが0になった場合は、コンティニューするとHPが半分になると同時に、手持ちのボトルも使用・未使用問わず全て空になる。ダンジョン内には空のボトルが5つ存在する。

## プレイヤーランク
ゲームをクリアするとエンディング後にプレイ結果が表示され、プレイ時間、セーブ回数、アイドルと空のボトルの所得状況が表示され、その結果に応じてプレイヤーランクが大きく分けて9段階から判定される。
また、難易度「ふつう」で開始してアイドルを5つ全て集めてクリアした場合は、プレイヤーランク表示画面でセーブすることができ、セーブを行った場合は再び最初からゲームを開始する2周目に突入する。1周目のアイテムやタイムは一切引き継がれずリセットされるが、主人公の衣装が変化し（ただしプリレンダムービーのパートはそのまま）、1周目では手に入らない最強の武器「アイドルの怒り」（使用回数無限、全ての弾丸の効力を併せ持つ上に、弾丸が効く敵ならば一撃死）を最初から持っている。なお、2周目でアイドルや他のアイテムを全て集めてクリアした場合でもセーブはできず、3周目は存在しない。

## ストーリー
農耕や牧畜を営むノムル族が暮らすペノフォート村に住む、小さな少年ホリン。ある日、祖母からお使いを頼まれ、隣村まで薬草を買いに行くことになった。しかし「途中にある『呪い山』に立ち入ってはいけない」という言いつけを破り、ホリンは呪い山へ寄り道してしまう。ホリンが山に足を踏み入れた途端、急に地震が起こり、地底から不気味な謎の塔が出現。ホリンは突然の地割れに飲み込まれ、村に戻ることができなくなってしまう。
仕方なく得意のパチンコを片手に呪い山の地下洞窟を進んでいくと、悪魔の遺跡にたどり着き、怪しい人影が何かの機械で日食の時期を調べている場面を目撃する。ホリンは危うく見つかりそうになってしまうが、そこをケルファー族の戦士と名乗る巨大な竜・エドルと髭面の男・クイントに救出される。彼らはグディア族にさらわれたカーラという少女を助けに来たらしい。ホリンは大人しく待っているように言われるが、ある事がきっかけでクイントはグディア族に捕まってしまう。責任を感じたホリンはクイントを助けるためエドルと相談し、共にグディア族の野望を止めることを決意する。

## キャラクター

### プレイヤーキャラクター
ホリン（声：瀧本富士子）
本作の主人公。好奇心旺盛な13歳の小柄な少年。バンダナからはみ出して後ろに尖った青い髪が目立つ特徴的な髪型をしている。パチンコ射撃が得意。村ではおばあちゃん（声：鈴木れい子）と暮らしているが、体が小さいため村の人たちからは子供扱いされているのがコンプレックスらしい。呪い山の遺跡に迷い込んだのがきっかけで、ケルファー族の戦士達と共にグディアの世界征服の企みを阻止することになる。クイントからはボーズ、エドルからはボウヤと呼ばれる。

### その他のキャラクター
クイント（声：小林修）
クリスタルの恵みを受けて暮らすケルファー族の戦士のひとりで、豪快な性格の髭面の男性。相棒のエドルと共にカーラを救いに来たが、グディア族に捕らえられてしまう。鉄砲が得意。通信用のクリスタルでエドルと連絡を取り合っており、ホリンにも仲間の証としてクリスタルを1つ分け与える。
エドル（声：宝亀克寿）
巨大な青い竜の姿をしたケルファー族の戦士。穏やかで真面目な性格だが、クイントとはよく口喧嘩をしている。身体が大きいので、地底のダンジョンの奥深くには潜ることができない。そのため、ホリンの身を心配しつつも任務を託す。空高く飛ぶことができ、青い電撃や吹雪のようなブレスも吐ける。
カーラ（声：田村ゆかり）
グディア族にさらわれ、捕われの身となったケルファー族の少女。年齢はホリンと同じ13歳。強い魔力を持つため、その力をグディア族に悪用されそうになる。呪いを解くこともできる。
ファリデス（声：肝付兼太）
邪悪なグディア族の魔術士で、グディア王直属の右腕でもある。ホリンの身体に獣化の呪いを掛けた。魔法により三つ首の亀のような怪物に変身する。
グディア（声：郷里大輔）
グディア族の王。カーラをさらい、その強大な魔力とクリスタルの力を悪用して世界を破壊する力を持つ怪物サーペントを召喚し、世界を支配しようとする。サーペント召喚の儀式のため、日食の日に合わせて悪魔の塔を地底から浮上させた。ファリデスと会話をする際は炎のような姿を取っており、最終戦ではミノタウロスのような悪魔の姿で襲い来る。